# 牧草地の聖母
『牧草地の聖母』（伊: Madonna del Prato, 英: Madonna of the Meadow）は、盛期ルネサンスのイタリアの初期ヴェネツィア派の画家ジョヴァンニ・ベッリーニが1500年から1505年頃に制作した絵画である。油彩。ベッリーニ後期の傑作の1つで、美しい風景の中で牧草地に座っている聖母子を描いている。制作経緯は明らかではない。マルコ・バサイティの作品と考えられていたが、1928年にベッリーニの研究で知られるドイツの美術史家ゲオルク・グロナウによって最初に帰属が改められ、現在ではベッリーニの作品として一般的に認められている。保存状態は悪く、もともとは板絵であったが1949年に元の支持体からキャンバスに移し変えられた。現在はロンドンのナショナル・ギャラリーに所蔵されている。

## 作品
聖母マリアは草が茂った牧草地の地面に座り、目を閉じて、膝の上で眠る幼児キリストを崇拝している。聖母マリアが幼子キリストを抱きながら地に座る姿を描いた《謙譲の聖母》タイプの聖母子像だが、幼児キリストが眠っている点に特徴がある。ベッリーニが地面に座った聖母像を描いた例は他に知られていない。聖母は青色のローブによって安定した三角形を形作っており、静けさと落ち着いた感覚を生み出している。祈りを捧げる聖母は、優しい仕草で両手の指と指を合わせて楕円形の形を作っている。この形は聖母の顔や髪の生え際の線を反映しているかのようである。さらに幼児キリストを見下ろす頭の角度は右手の曲線を反映している。この聖母の頭部の右方向への傾きは彼女の身体が作り出す安定した三角形のシンメトリーに唯一動きをもたらしている。

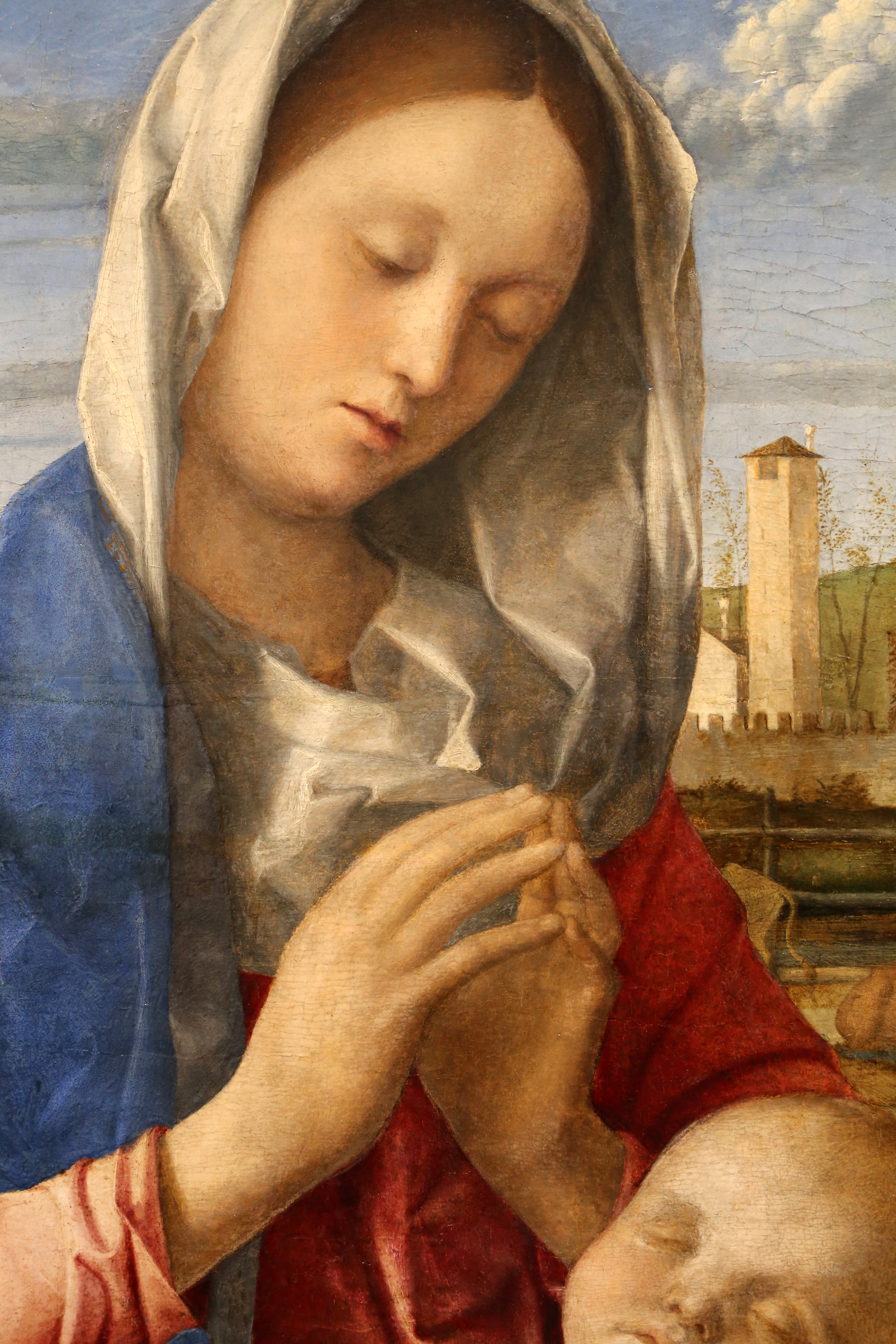
眠る幼児キリストを礼拝する聖母マリア。

ベッリーニは絵画の意味を高めるために背景の風景を利用した最初のイタリアの画家の1人だった。無言で静止した聖母とは対照的に、背景に広がる風景にはいくつかの動きが見い出せる。青空に浮かんださまざまな形の雲は天候の変化を感じさせ、ポプラの木々は風に揺れているように見える。画面右の牛たちは頭をこすり合わせ、腕を後ろに回した牛飼いはゆっくりと土地を歩ている。また画面左側では翼を広げた白い鳥（コウノトリ）に対してヘビが威嚇している。この奇妙なディテールは、ローマの詩人ウェルギリウスの『農耕詩』の一節をほのめかしていると考えられている。そこではブドウの苗を植えるのに最適な季節の1つとして春が挙げられ、ヘビの憎むべき敵であるコウノトリが飛来する季節として歌われている。おそらくベッリーニはウェルギリウスに基づいて、キリスト教的な悪の象徴としてのヘビと、それを捕食するコウノトリを描くことで、善と悪の闘争を暗示している。ほかにも画面右端の古典的な祭壇と羊、画面左上の樹木の枝にとまって動かないハゲタカなど、風景の背景のいくつかのディテールもまた象徴的である。後者はおそらく死を象徴している。
淡い輝きを放つ澄んだ光は季節が春であることを示唆している。ベリーニは光が物体や自然界の見え方にどのように影響を与えるかを注意深く研究したヤン・ファン・エイクやディルク・ボウツなどの北方ルネサンスの画家たちによって描かれたヴェネツィアの祭壇画に触発されたらしい。
死んだように眠っている幼児キリストは、ゴルゴダの丘で磔刑に処されたのちに、十字架から降ろされたキリストの遺体が聖母の膝の上に横たわることを予見している可能性がある。少なくともベッリーニが「ピエタ」ないし「哀悼」の図像を鑑賞者に思い出させることを意図したことは確かと思われる。その上でベッリーニは絵画の中に満ちあふれる希望をも喚起させている。風景の中に表現された春は自然が再生し、キリストの復活を祝う復活祭（イースター）の季節である。この時代は激しい宗教的感情を引き起こす絵画に対する需要があり、ベリーニは神聖な人物と鑑賞者の個人的な結びつきの強化を目的とした風景を通じてこれを達成している。
絵画は肌の色など絵具の損失に苦しめられており、ディテールのいくつかは薄くなって下の絵具層が透けている。

## 来歴
ナショナル・ギャラリーは、1858年にイタリアのファエンツァの画家アシル・ファリーナからマルコ・バサイティの作品として購入した。かつてはベッリーニの助手または追随者（2人のマルコ・バサイティ、ヴィンチェンツォ・カテナ、フランチェスコ・ビッソロ）に帰属していた。ニューヨーク州オニオンタのイェーガー美術館に、ベッリーニの工房作の小さなヴァリアントが所蔵されている。

## ギャラリー

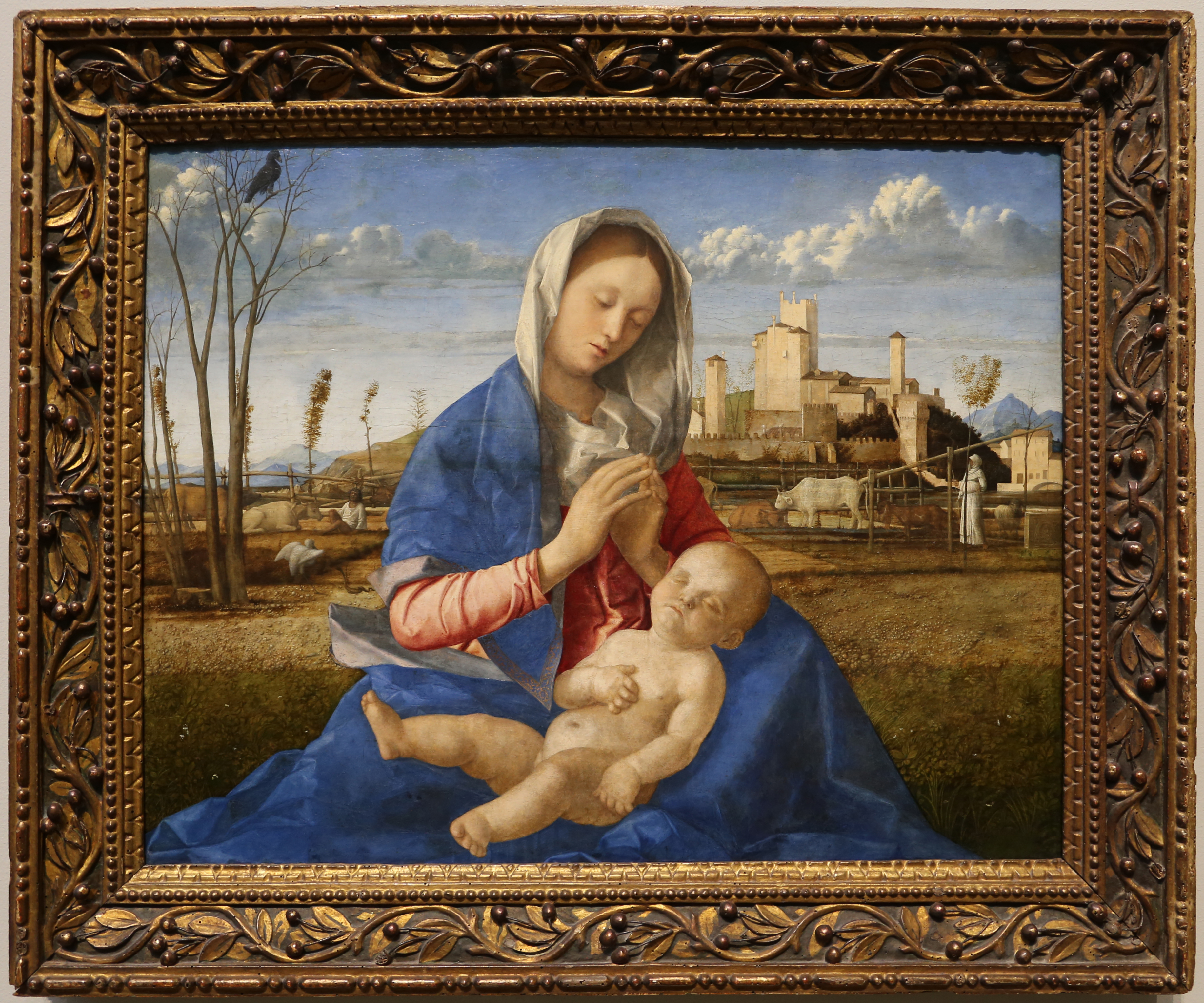
額縁
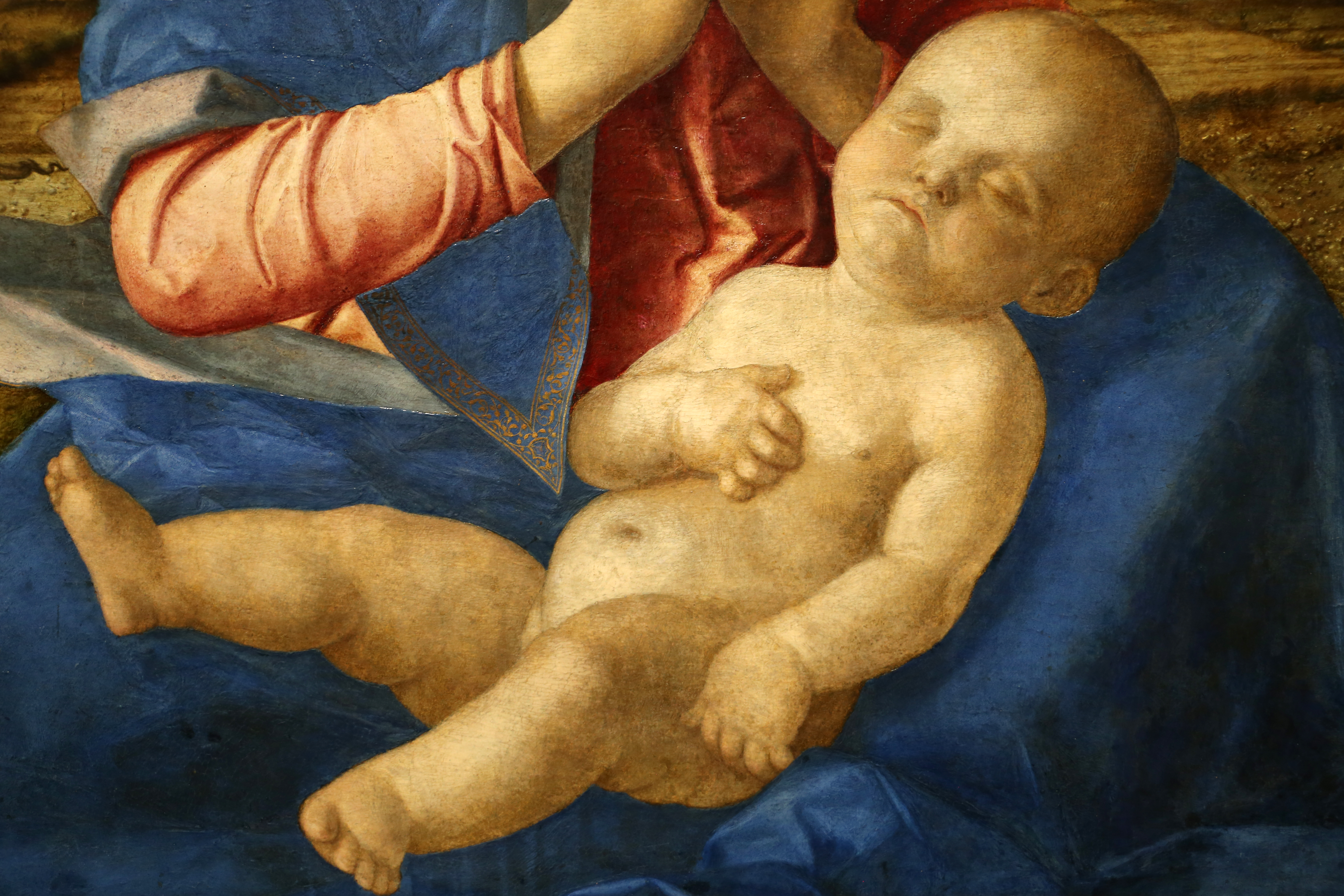
死んだように眠る幼児キリスト
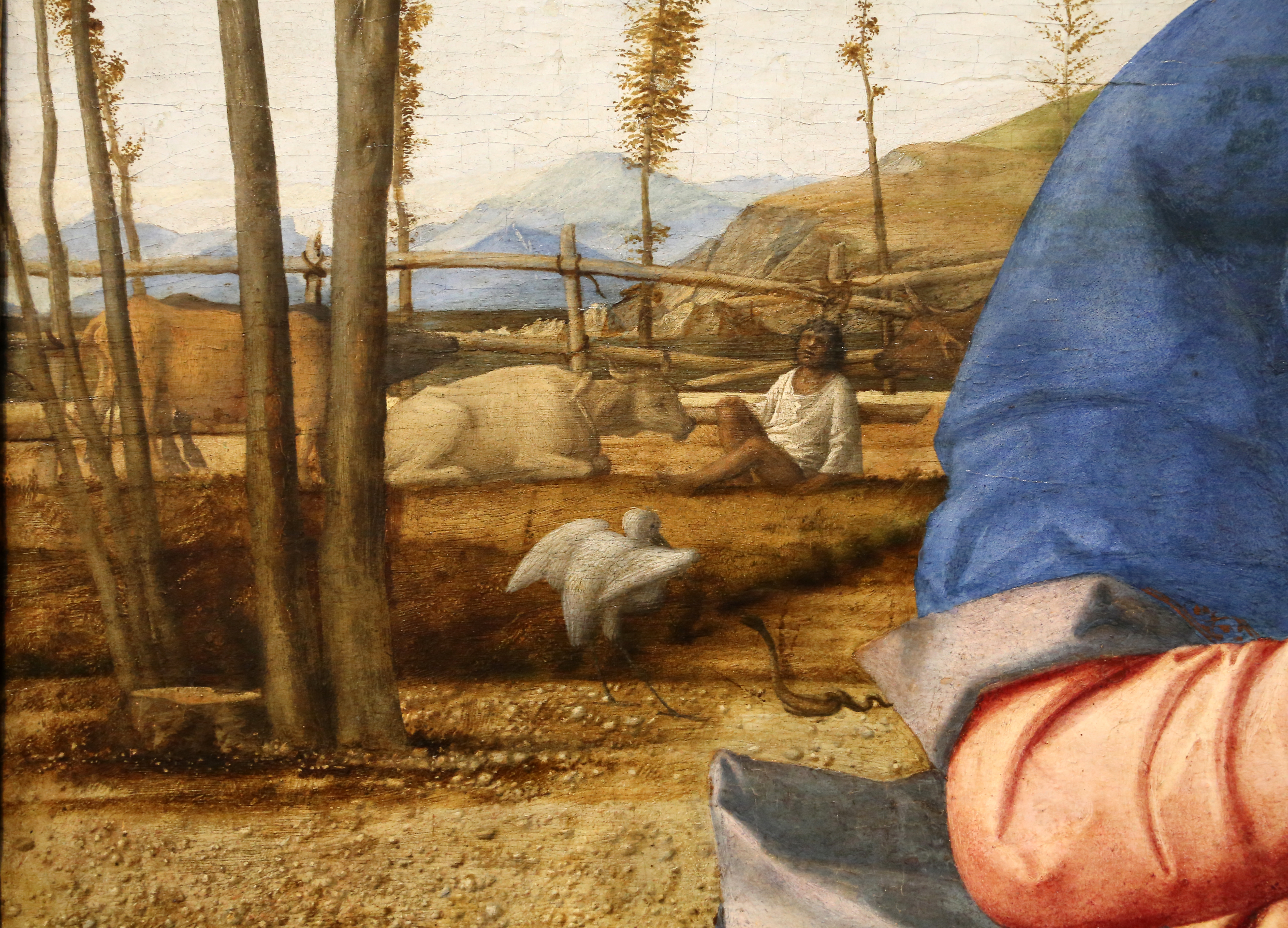
画面右の白い鳥と蛇の闘争
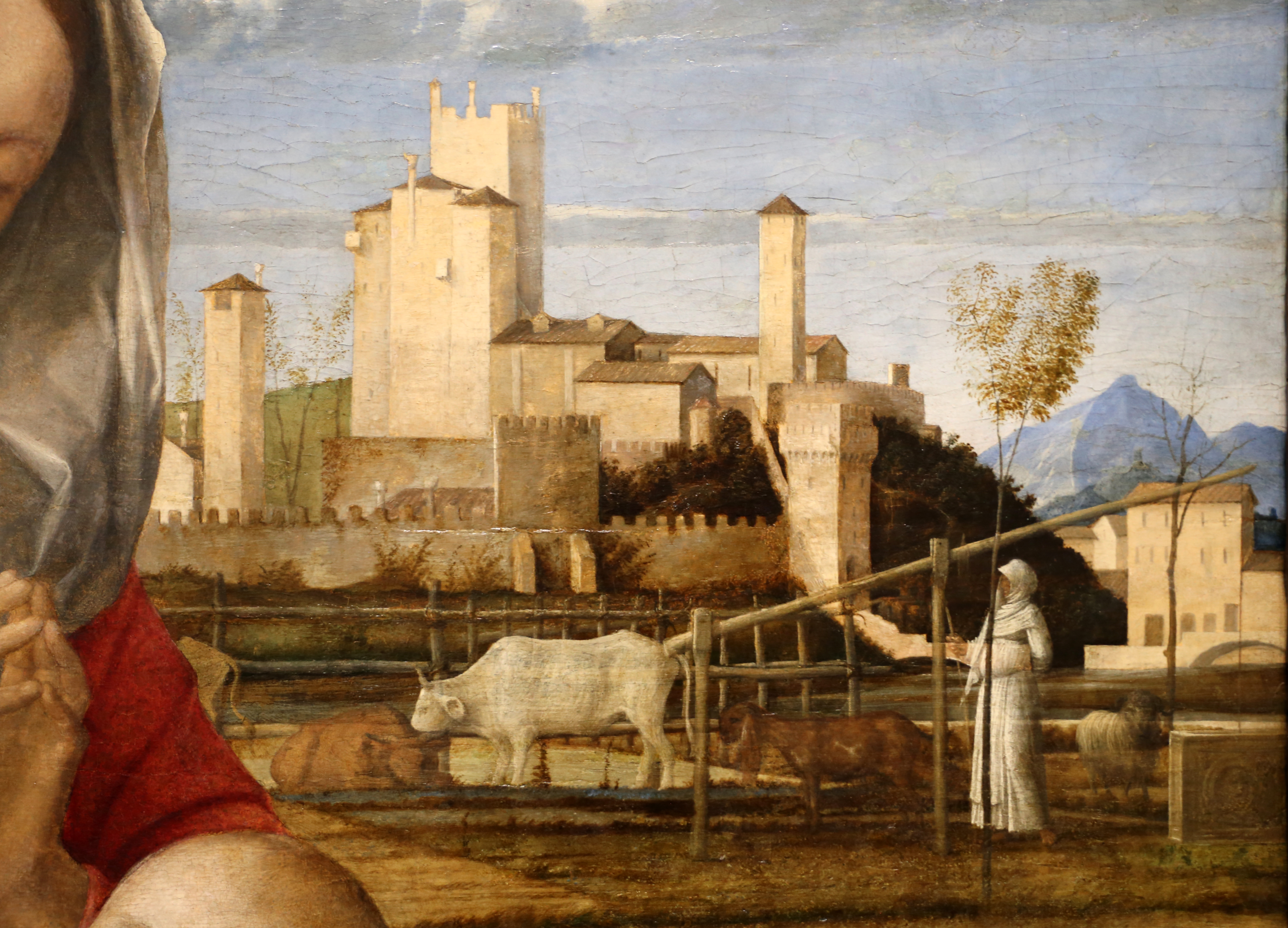
画面右の城と牛飼い

ベッリーニはしばしば眠るキリストを礼拝する聖母像を描いた。

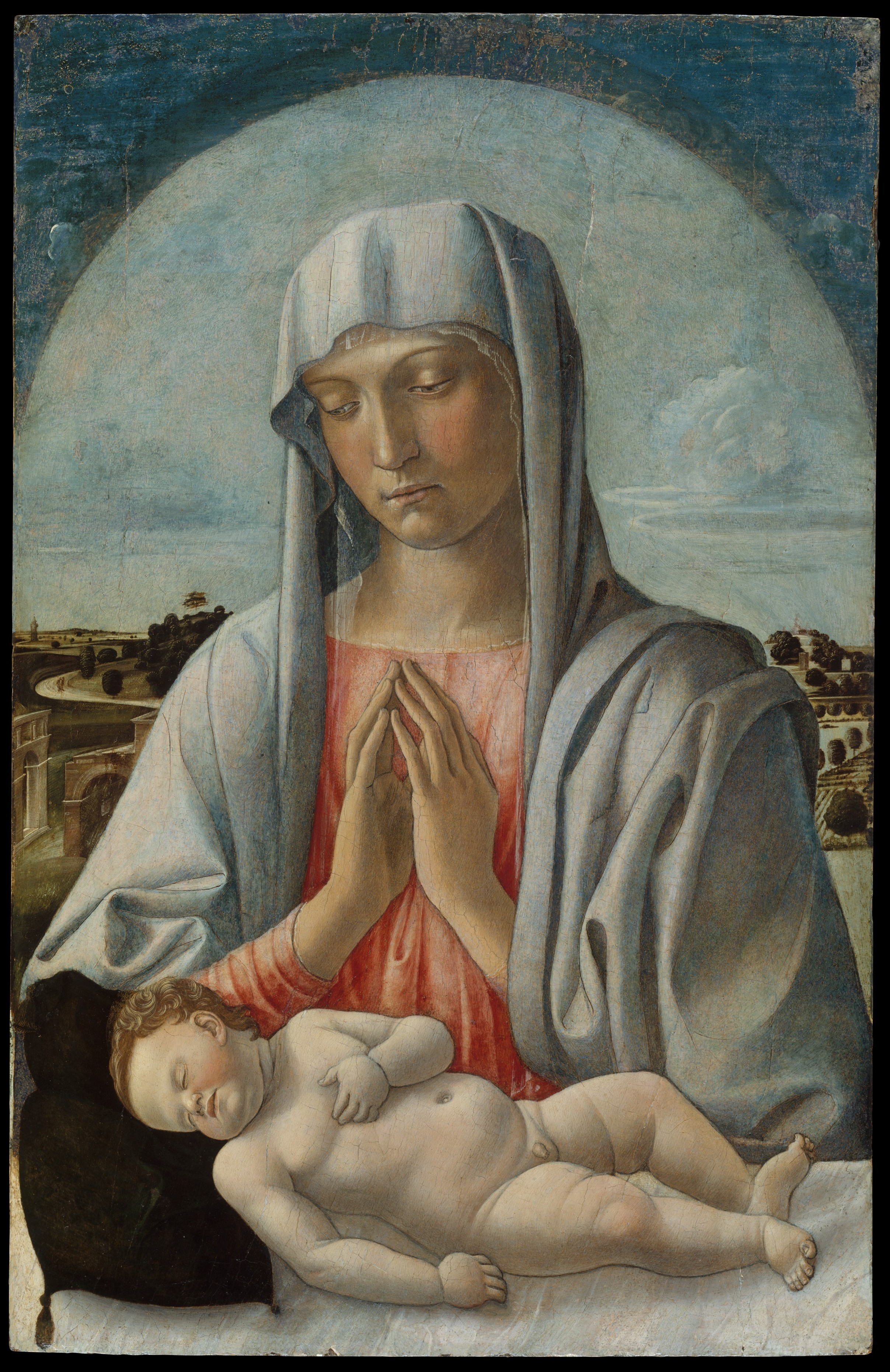
『眠る幼児キリストを礼拝する聖母』1460年頃 メトロポリタン美術館所蔵
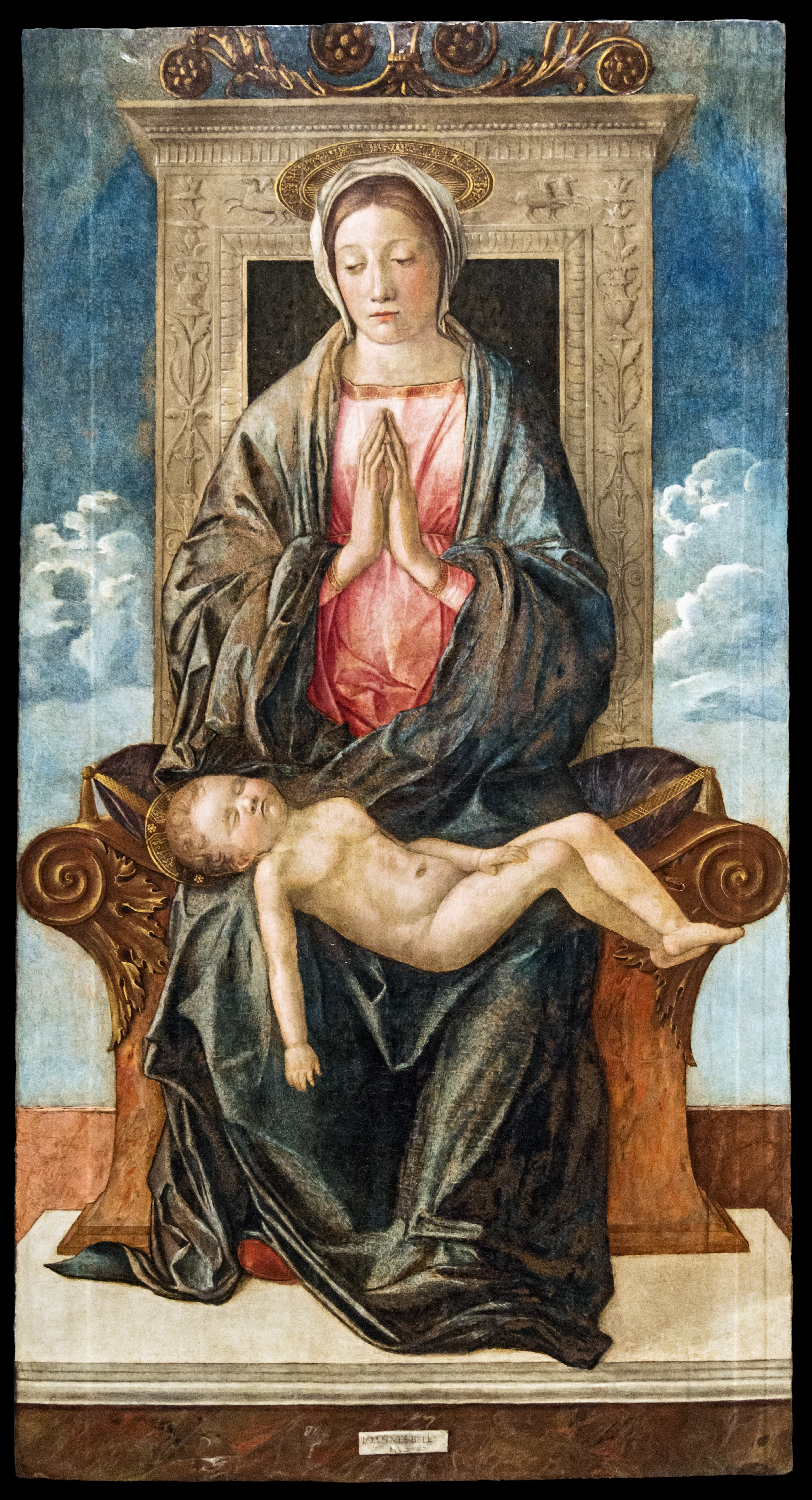
『眠る幼児キリストを礼拝する即位した聖母』1475年頃 アカデミア美術館所蔵
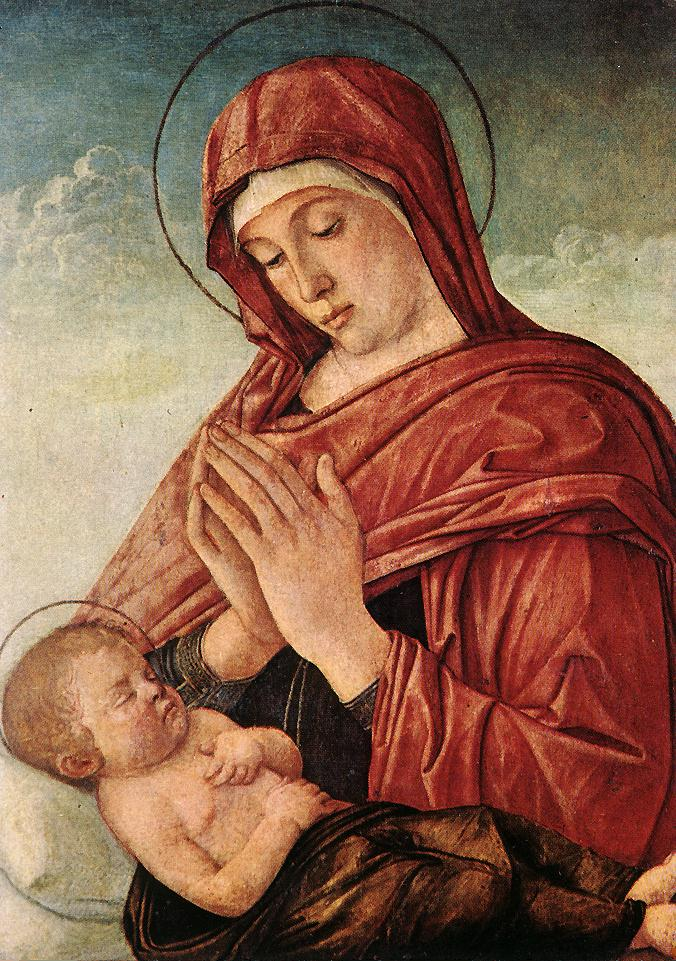
『眠る幼児キリストを礼拝する聖母』1475年頃 ウフィツィ美術館所蔵